# Montserrat Torrent i Serra

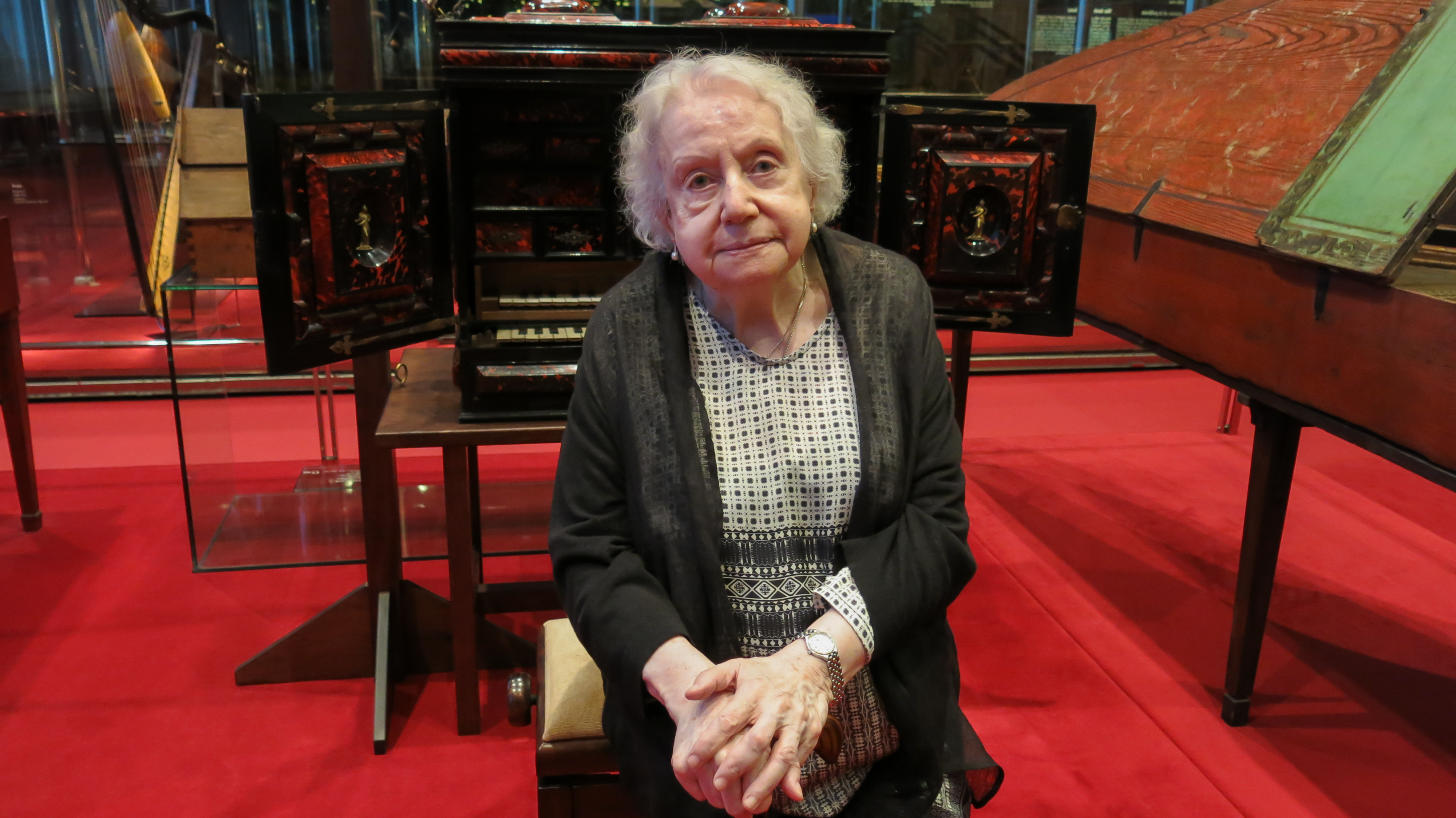
Montserrat Torrent i Serra

Montserrat Torrent i Serra (* 1926 in Barcelona) ist eine spanische Organistin. 

## Leben
Ihre Mutter, die eine Schülerin von Enrique Granados war, erteilte ihr den ersten Klavierunterricht. Später studierte sie in Barcelona an der Acadèmia Marshall. Nach einer Unterbrechung durch den Spanischen Bürgerkrieg setzte sie ihre Studien in Klavier und Orgel am dortigen Konservatorium fort. In Paris erhielt sie Unterricht bei Noëlie Pierront, in Siena bei Fernando Germani. Auch Helmuth Rilling, Luigi Ferdinando Tagliavini und Macário Santiago Kastner zählten zu ihren Lehrern. Sie spezialisierte sich auf die Interpretation iberischer Musik. 
Montserrat Torrent wurde zur Professorin am Konservatorium ihrer Heimatstadt berufen. Neben zahlreichen Kursen, die sie gegeben hat und weiterhin gibt, kann sie auf eine internationale Konzertkarriere zurückblicken und hat zahlreiche Aufnahmen eingespielt, besonders iberischer Orgelmusik.

## Auszeichnungen
- Grand Prix du Disque (Großer Schallplattenpreis) (1967)
- Creu-de-Sant-Jordi-Preis der Regierung Kataloniens (1995)
- Nationaler Musikpreis der Regierung Kataloniens (1996)
- Silbermedaille für Verdienste in den Schönen Künsten des spanischen Kultusministeriums (1996)
- Goldmedaille für künstlerische Verdienste der Stadt Barcelona (1997)
- Medaille Francesc Macià der Regierung Kataloniens (2001)
- Medaille des königlichen Konservatoriums in Madrid (2001)
- Für ihr Lebenswerk die Verdienstmedaille „Francesc Macià“ von der Generalitat de Catalunya (2001)
- Ehrendoktorwürde der Autonomen Universität Barcelona (2008)